# Wimbledon 2011
De 125e editie van het Britse grandslamtoernooi, Wimbledon 2011, werd gehouden van maandag 20 juni tot en met zondag 3 juli 2011. Voor de vrouwen was dit de 118e editie van het graskampioenschap. Het toernooi werd gespeeld bij de All England Lawn Tennis and Croquet Club in de wijk Wimbledon van de Britse hoofdstad Londen.
Op de eerste zondag tijdens het toernooi (Middle Sunday) werd traditioneel niet gespeeld.
Het toernooi van 2011 trok 494.761 toeschouwers.

## Enkelspel

### Mannen
Finale: Novak Đoković (Servië) won van Rafael Nadal (Spanje) met 6-4, 6-1, 1-6 en 6-3

### Vrouwen
Finale: Petra Kvitová (Tsjechië) won van Maria Sjarapova (Rusland) met 6-3 en 6-4

## Dubbelspel

### Mannen
Finale: Bob en Mike Bryan (Verenigde Staten) wonnen van Robert Lindstedt (Zweden) en Horia Tecău (Roemenië) met 6-3, 6-4 en 7-6

### Vrouwen
Finale: Květa Peschke (Tsjechië) en Katarina Srebotnik (Slovenië) wonnen van Sabine Lisicki (Duitsland) en Samantha Stosur (Australië) met 6-3 en 6-1

### Gemengd
Finale: Iveta Benešová (Tsjechië) en Jürgen Melzer (Oostenrijk) wonnen van Jelena Vesnina (Rusland) en Mahesh Bhupathi (India) met 6-3 en 6-2

## Junioren
Meisjesenkelspel

Finale: Ashleigh Barty (Australië) won van Irina Chromatsjova (Rusland) met 7-5 7-63
Meisjesdubbelspel

Finale: Eugenie Bouchard (Canada) en Grace Min (Verenigde Staten) wonnen van Demi Schuurs (Nederland) en Tang Haochen (China) met 5-7 6-2 7-5
Jongensenkelspel

Finale: Luke Saville (Australië) won van Liam Broady (Groot-Brittannië) met 2-6 6-4 6-2
Jongensdubbelspel

Finale: George Morgan (Groot-Brittannië) en Mate Pavić (Kroatië) wonnen van Oliver Golding (Groot-Brittannië) en Jiří Veselý (Tsjechië) met 3-6 6-4 7-5

## Rolstoeltennis
Rolstoelmannendubbelspel

Finale: Maikel Scheffers (Nederland) en Ronald Vink (Nederland) wonnen van Stéphane Houdet (Frankrijk) en Michaël Jérémiasz (Frankrijk) met 7-5, 6-2
Rolstoelvrouwendubbelspel

Finale: Esther Vergeer (Nederland) Sharon Walraven (Nederland) wonnen van Jiske Griffioen (Nederland) en Aniek van Koot (Nederland) met 6-4, 3-6, 7-5

## Kwalificatietoernooi (enkelspel)
Algemene regels – Aan het hoofdtoernooi (enkelspel) doen bij de mannen en vrouwen elk 128 tennissers mee. De 104 beste mannen en 108 beste vrouwen van de wereldranglijst die zich inschrijven worden rechtstreeks toegelaten. Acht mannen en acht vrouwen krijgen van de organisatie een wildcard. Voor de overige ingeschrevenen resteren dan nog zestien plaatsen bij de mannen en twaalf plaatsen bij de vrouwen in het hoofdtoernooi – deze plaatsen worden via het kwalificatietoernooi ingevuld. Aan dit kwalificatietoernooi doen nog eens 128 mannen en 96 vrouwen mee. Dat toernooi werd gespeeld in Roehampton.

### Belgen op het kwalificatietoernooi
Bij de mannen speelden Ruben Bemelmans, Steve Darcis en David Goffin voor een plek in het hoofdtoernooi. Alleen Ruben Bemelmans kwalificeerde zich.
- Ruben Bemelmans
  - 1e ronde: won van  Jesse Witten met 6-3, 6-4
  - 2e ronde: won van  Yuichi Sugita met 3-6, 6-4, 16-14
  - 3e ronde: won van  Guillermo Olaso met 7-6,6-3, 6-2
- Steve Darcis
  - 1e ronde: won van  Ilia Bozoljac met 6-7, 6-4, 13-11
  - 2e ronde: verloor van  Marco Chiudinelli met 6-3, 3-0 en opgave
- David Goffin
  - 1e ronde: won van  Lukáš Rosol met 3-6, 6-3, 6-3
  - 2e ronde: won van  Vladimir Ignatik met 3-6, 6-1, 7-5
  - 3e ronde: verloor van  Igor Sijsling met 6-7, 3-6, 6-4, 5-7

### Nederlanders op het kwalificatietoernooi
Bij de mannen speelden Igor Sijsling en Thomas Schoorel voor een plek in het hoofdtoernooi. Alleen Igor Sijsling kwalificeerde zich.
- Thomas Schoorel
  - 1e ronde: won van  Peter Polansky met 3-6, 7-6, 6-4
  - 2e ronde: verloor van  Chris Guccione met 6-7, 2-6
- Igor Sijsling
  - 1e ronde: won van  Martin Kližan met 6-1, 2-0 en opgave
  - 2e ronde: won van  Iván Navarro met 6-7, 6-1, 7-5
  - 3e ronde: won van  David Goffin met 7-6, 6-3, 4-6, 7-5

Bij de vrouwen probeerden Michaëlla Krajicek en Arantxa Rus, zonder succes, zich te plaatsen voor een plek in het hoofdtoernooi.
- Michaëlla Krajicek
  - 1e ronde: verloor van  Valerija Savinych 4-6, 4-6
- Arantxa Rus
  - 1e ronde: won van  Olivia Sanchez met 6-4, 6-4
  - 2e ronde: verloor van  Lindsay Lee-Waters met 7-6, 6-7, 4-6

## Toeschouwersaantallen en bezoekerscapaciteit
|           |        | Eerste week |         | Tweede week |
| --------- | ------ | ----------- | ------- | ----------- |
| Maandag   |        | 38.617      |         | 44.494      |
| Dinsdag   | 44.441 | 34.989      |         |             |
| Woensdag  | 40.510 | 39.466      |         |             |
| Donderdag | 43.357 | 31.638      |         |             |
| Vrijdag   | 43.145 | 31.458      |         |             |
| Zaterdag  | 42.386 | 29.366      |         |             |
| Zondag    | –      | 30.894      |         |             |
| Totaal    |        | 494.761     | 494.761 | 494.761     |

| Baan                           | Zitplaatsen                    |                                | Baan                           | Zitplaatsen |
| ------------------------------ | ------------------------------ | ------------------------------ | ------------------------------ | ----------- |
| Centre Court                   | 14.974                         |                                | Court No. 10                   | –           |
| Court No. 1                    | 11.393                         | Court No. 11                   | 120                            |             |
| Court No. 2                    | 4.063                          | Court No. 12                   | 1.020                          |             |
| Court No. 3                    | 1.980                          | Court No. 14                   | 312                            |             |
| Court No. 4                    | 170                            | Court No. 15                   | 318                            |             |
| Court No. 5                    | –                              | Court No. 16                   | 312                            |             |
| Court No. 6                    | –                              | Court No. 17                   | 309                            |             |
| Court No. 7                    | 120                            | Court No. 18                   | 782                            |             |
| Court No. 8                    | 170                            | Court No. 19                   | 302                            |             |
| Court No. 9                    | –                              |                                |                                |             |
| Totaal zitplaatsen             | Totaal zitplaatsen             | Totaal zitplaatsen             | Totaal zitplaatsen             | 36.345      |
|                                |                                |                                |                                |             |
| Bezoekerscapaciteit tennispark | Bezoekerscapaciteit tennispark | Bezoekerscapaciteit tennispark | Bezoekerscapaciteit tennispark | 38.500      |

## Ticketprijzen
| Dag       | Show courts  | Show courts | Show courts | Show courts | Ground Pass | Ground Pass  |
| Dag       | Centre Court | Court No. 1 | Court No. 2 | Court No. 3 | Gehele dag  | Na 17:00 uur |
| --------- | ------------ | ----------- | ----------- | ----------- | ----------- | ------------ |
| Maandag   | £ 43         | £ 38        | £ 35        | £ 35        | £ 20        | £ 14         |
| Dinsdag   | £ 43         | £ 38        | £ 35        | £ 35        | £ 20        | £ 14         |
| Woensdag  | £ 54         | £ 48        | £ 42        | £ 42        | £ 20        | £ 14         |
| Donderdag | £ 54         | £ 48        | £ 42        | £ 42        | £ 20        | £ 14         |
| Vrijdag   | £ 68         | £ 58        | £ 49        | £ 49        | £ 20        | £ 14         |
| Zaterdag  | £ 68         | £ 58        | £ 49        | £ 49        | £ 20        | £ 14         |
| Zondag    | –            | –           | –           | –           | –           | –            |
| Maandag   | £ 78         | £ 65        | £ 54        | £ 54        | £ 20        | £ 14         |
| Dinsdag   | £ 78         | £ 65        | £ 36        | –           | £ 17        | £ 12         |
| Woensdag  | £ 90         | £ 74        | £ 33        | –           | £ 17        | £ 12         |
| Donderdag | £ 90         | £ 48        | –           | –           | £ 16        | £ 12         |
| Vrijdag   | £ 100        | £ 32        | –           | –           | £ 15        | £ 11         |
| Zaterdag  | £ 100        | £ 30        | –           | –           | £ 15        | £ 11         |
| Zondag    | £ 110        | £ 25        | –           | –           | £ 8         | £ 5          |

1. ↑  Een Ground Pass gaf toegang tot het tennispark. Met een Ground Pass had men vrije toegang om wedstrijden te bekijken op de niet-gereserveerde plaatsen op de show courts No.3, No.12 en No.18. Daarnaast gaf de Ground Pass toegang tot de buitenbanen No.4-No.11, No.14-No.17 en No. 19, volgens het principe 'wie het eerst komt, het eerst maalt'.
2. 1 2  Deze tickets waren inclusief een Ground Pass en gegarandeerde een zitplaats voor de gehele dag op de betreffende baan.

## Uitzendrechten
In Nederland was Wimbledon te zien bij de betaalzender Sport1. Via haar lineaire tv-kanalen zond Sport 1 meerdere tenniswedstrijden gelijktijdig uit. Sport 1 had de Nederlandse tv-rechten overgenomen van Net5. Jacco Eltingh nam voor Sport1 vanuit Londen de verslaggeving voor zijn rekening. Het commentaar bij de wedstrijden werd verzorgd door oud-tennisspelers Kristie Boogert, Jan Siemerink, Mariette Pakker en Marcella Mesker. Daarnaast verzorgden ook Theo Bakker en Albert Mantingh commentaar bij de wedstrijden.
Sport1 had een overeenkomst met de NOS waardoor conform de Mediawet 2008, de halve finales en de finales van het mannen- en vrouwenenkelspel live werden uitgezonden op een open tv-kanaal.
Verder kon het toernooi ook gevolgd worden bij de Britse publieke omroep BBC, waar uitgebreid live-verslag werd gedaan op de zenders BBC One en BBC Two.